# پادری جو گوته
پادری جو گوته (به انگلیسی: Padri Jo Goth) یک روستا در پاکستان است که در ناحیه سانگهار واقع شده‌است. پادری جو گوته ۱٬۸۰۰ نفر جمعیت دارد.